# Puntate di Omicidio a Easttown
Le puntate della miniserie televisiva Omicidio a Easttown (Mare of Easttown) sono state trasmesse negli Stati Uniti sul canale via cavo HBO dal 18 aprile al 30 maggio 2021.
In Italia, la miniserie è andata in onda sul canale satellitare Sky Atlantic dal 9 al 30 giugno 2021.
| nº | Titolo originale       | Titolo italiano                 | Prima TV USA   | Prima TV Italia |
| -- | ---------------------- | ------------------------------- | -------------- | --------------- |
| 1  | Miss Lady Hawk Herself | Miss Lady Hawk in persona       | 18 aprile 2021 | 9 giugno 2021   |
| 2  | Fathers                | Padri                           | 25 aprile 2021 | 9 giugno 2021   |
| 3  | Enter Number Two       | Inserire il numero due          | 2 maggio 2021  | 16 giugno 2021  |
| 4  | Poor Sisyphus          | Povero Sisifo                   | 9 maggio 2021  | 16 giugno 2021  |
| 5  | Illusions              | Illusioni                       | 16 maggio 2021 | 23 giugno 2021  |
| 6  | Sore Must Be The Storm | Ben aspra dev'esser la tempesta | 23 maggio 2021 | 23 giugno 2021  |
| 7  | Sacrament              | Sacramento                      | 30 maggio 2021 | 30 giugno 2021  |

## Miss Lady Hawk in persona
- Titolo originale: Miss Lady Hawk Herself
- Diretto da: Craig Zobel
- Scritto da: Brad Ingelsby

### Trama
Nella piccola comunità di Easttown, in Pennsylvania, alla detective Mare Sheehan viene ordinato di riaprire l'indagine sulla scomparsa della giovane Katie Bailey avvenuta un anno prima, a causa delle proteste della madre della ragazza, Dawn, che si lamenta del fatto che il caso sia ancora irrisolto.
In aggiunta alle frustrazioni di Mare, il suo ex marito Frank si sta risposando e ha invitato l'intera famiglia, tra cui la madre di Mare, Helen, la figlia adolescente Siobhan e il nipote di 4 anni Drew, alla festa di fidanzamento, la stessa sera in cui Mare e le sue ex compagne della squadra di basket del liceo vengono celebrate nel 25º anniversario della vittoria del campionato statale.
In un bar, durante i festeggiamenti con le amiche, Mare incontra Richard, uno scrittore che si è da poco trasferito in zona per insegnare al College locale, e i due finiscono a letto insieme.
Nel frattempo, Erin McMenamin, giovane madre single che vive con Kenny, genitore ubriacone e violento, ha una discussione con Dylan, il padre del suo figlioletto di 1 anno, arrivato a prendere il bambino per il fine settimana. Il piccolo ha bisogno di essere operato all'orecchio in quanto rischia di diventare sordo ed Erin vorrebbe che la famiglia di Dylan pagasse per l'operazione. Dylan le risponde che dovranno passare per le vie legali, anche se ci vorrà del tempo, ritardo che Erin sa potrebbe compromettere le condizioni fisiche del figlio. Alla discussione assiste anche Brianna, la nuova ragazza di Dylan, persona estremamente violenta e possessiva. La stessa sera Erin viene attirata nel bosco con un inganno da Brianna che la assale e la picchia di fronte a Dylan e ad altri ragazzi. La figlia di Mare, Siobhan, assiste al litigio e difende Erin, che poi si allontana da sola nel bosco. La mattina dopo, il cadavere di Erin, seminuda e con una profonda ferita alla testa, viene trovato in un torrente.
- Durata: 58 minuti
- Guest star:
- Ascolti USA: telespettatori 600000 – rating 18-49 anni 0,08%[4]

## Padri
- Titolo originale: Fathers
- Diretto da: Craig Zobel
- Scritto da: Brad Ingelsby

### Trama
Mare risponde alla chiamata sul ritrovamento del corpo di Erin e si reca a informare Kenny, che incolpa immediatamente Dylan. Contro il volere di Mare, il detective della contea Colin Zabel, noto per aver recentemente risolto un difficile caso di scomparsa di una ragazza, viene chiamato per aiutarla a indagare sia sull'omicidio di Erin che sulla scomparsa di Katie Bailey.
Sotto interrogatorio, Dylan nega di aver ucciso Erin, ma omette dettagli importanti sul loro ultimo incontro. Mare reperisce il video in cui Brianna picchia pubblicamente Erin e la arresta davanti ai clienti del ristorante di famiglia dove la ragazza lavora. Tony, il padre di Brianna, sconvolto dall'evento, inizia a perseguitare Mare.
Mare e Frank temono che il nipotino Drew possa aver ereditato la malattia mentale che due anni prima ha portato al suicidio il padre Kevin, loro figlio. La madre di Drew, Carrie, una tossicodipendente in via di guarigione, vuole chiedere la piena custodia di Drew. Mare accetta l'invito di Richard di raggiungerlo al ricevimento in onore del suo libro appena pubblicato.
La migliore amica di Erin, Jess, dice a Lori Ross, amica di Mare, che Erin le ha confidato che Dylan non è il vero padre del bambino; Jess pensa che Frank, che era stato l’insegnante di Erin a scuola, sia il vero padre.
Kenny rapisce Dylan e gli spara.
- Durata: 58 minuti
- Guest star:
- Ascolti USA: telespettatori 735.000 – rating 18-49 anni 0,1%[5]

## Inserire il numero due
- Titolo originale: Enter Number Two
- Diretto da: Craig Zobel
- Scritto da: Brad Ingelsby

### Trama
Kenny confessa di aver sparato a Dylan ed è sicuro di averlo ucciso. Invece il ragazzo è sopravvissuto, anche se gravemente ferito.
Frank ammette di aver aiutato Erin a comprare prodotti per il bambino mosso a compassione verso di lei, ma nega qualsiasi rapporto sessuale o coinvolgimento nell'omicidio. Mare raccoglie campioni di DNA da Frank e Dylan per il test di paternità.
Il medico legale riferisce che il dito mancante di Erin è stato mozzato da uno sparo e che non ci sono prove di stupro. Il dito viene successivamente ritrovato in un parco dove Mare trova anche un proiettile. Questo le dà la prova che Erin è stata uccisa lì e che il suo corpo è stato portato al torrente successivamente.
I tabulati telefonici di Erin rivelano che la sua ultima chiamata dopo il litigio con Brianna è stata fatta al diacono Mark Burton, il quale però afferma di averle dato solo dei consigli per telefono.
Mare viene corteggiata sia da Richard che da Zabel, che, sebbene ubriaco, le fa delle avance in un bar: entrambi condividono le storie dei loro difficili divorzi e disfunzioni familiari.
All'insaputa della polizia, il diacono Mark ha nel cofano della macchina la bicicletta con cui Erin era uscita la sera del delitto. L'uomo la getta nel fiume.
Nel disperato tentativo di impedire a Carrie di ottenere la custodia di Drew, Mare ruba dell'eroina dal magazzino delle prove e la nasconde nell'auto di Carrie; il suo capo Carter scopre facilmente la verità e mette Mare in congedo amministrativo per motivi di salute.
- Durata: 60 minuti
- Guest star:
- Ascolti USA: telespettatori 918.000 – rating 18-49 anni 0,1%[6]

## Povero Sisifo
- Titolo originale: Poor Sisyphus
- Diretto da: Craig Zobel
- Scritto da: Brad Ingelsby

### Trama
Zabel diventa investigatore capo del caso quando Mare viene sospesa; tuttavia, lei continua a indagare da sola. I test di paternità dimostrano che né Frank né Dylan sono il padre genetico del bambino di Erin.
Un'altra ragazza, Missy Sager, scompare all'improvviso. Mentre cerca indizi nella cassettiera di Erin, Mare trova un ciondolo a forma di cuore con sopra incisa una data. Zabel apprende che il diacono Mark è stato trasferito dalla sua precedente parrocchia a seguito delle accuse di comportamento inappropriato con una minorenne.
Carrie porta Drew nel suo nuovo appartamento, ma a malincuore deve riportarlo da Mare quando il piccolo sente nostalgia di casa. Mare ricorda quando Kevin e Carrie avevano avuto atteggiamenti violenti contro di lei derubandola per comprare la droga.
Siobhan lotta con i propri sentimenti per Kevin e la sua famiglia. Finisce la sua relazione con Becca e inizia una nuova relazione con Anne.
Intanto Mare ha scoperto che le tre ragazze, Katie, Missy e Erin, si prostituivano tramite un sito di escort, le prime due per procurarsi la droga, la terza per pagare l'operazione del figlio.
Richard e Zabel chiedono entrambi a Mare un appuntamento per la stessa sera. Dawn Bailey riceve la chiamata di un uomo che afferma che sua figlia Katie è viva e chiede 5000 $ per il riscatto. In verità, si tratta della messa in scena di Freddie, fratello di Beth, un tossicodipendente costantemente alla ricerca di soldi.
Missy Sager viene rinchiusa in una stanza insonorizzata dove trova Katie Bailey, tenuta anche lei prigioniera.
- Durata: 56 minuti
- Guest star:
- Ascolti USA: telespettatori 1.049.000 – rating 18-49 anni 0,1%[7]

## Illusioni
- Titolo originale: Illusions
- Diretto da: Craig Zobel
- Scritto da: Brad Ingelsby

### Trama
Mare viene a sapere che durante una riunione di famiglia Erin e suo padre Kenny erano stati brevemente con Billy Ross, suo cugino, in una delle capanne.
Brianna ha sospetti su Dylan e gli chiede perché non fosse in casa la notte della morte di Erin. Lui la caccia via in malo modo. Dylan e un amico si incontrano con Jess e recuperano i diari segreti di Erin, che non si trovavano dove la ragazza aveva precedentemente detto a Mare. Mentre li bruciano, Jess mette segretamente in tasca una fotografia che ha trovato in uno dei diari.
Mare accetta l'appuntamento con Zabel, ma quando durante la cena non fa altro che chiedere dettagli sul caso, lui si innervosisce e la accusa di essere uscita solo per estorcergli delle informazioni. Stizzita, Mare lascia il ristorante.
Il diacono Mark viene assalito da un gruppo di ragazzi che lo picchiano accusandolo di pedofilia. Tornato in canonica, confessa al cugino di Mare di aver accompagnato Erin a un appuntamento al parco la notte dell'omicidio.
Nel frattempo Lori ha scoperto che John la sta tradendo per l'ennesima volta. L'uomo lascia la famiglia e va a vivere col padre e il fratello Billy.
Il giorno dopo Mare e Zabel interrogano una giovane prostituta che era sfuggita per un pelo al rapimento da parte di un uomo con un furgone blu.
Zabel confessa a Mare di non aver davvero risolto il caso che ha lanciato la sua carriera, ma che si era invece affidato ai file di un investigatore privato ingaggiato dalla famiglia della ragazza. Utilizzando il numero di targa parziale fornito dalla prostituta, Mare e Zabel rintracciano il rapitore Wayne Potts.
Durante la loro visita, Katie e Missy battono su un tubo per avvisare Mare e Zabel della loro presenza nella soffitta, costringendo Potts a sparare a Zabel in testa e ferire Mare alla mano. Mare, disarmata, fugge nella casa e trova le due ragazze dietro una porta di vetro. Recuperata alla fine la pistola di Zabel, uccide Potts poco prima che arrivino i rinforzi.
- Durata: 57 minuti
- Guest star:
- Ascolti USA: telespettatori 1.064.000 – rating 18-49 anni 0,1%[8]

## Ben aspra dev'esser la tempesta
- Titolo originale: Sore Must Be The Storm
- Diretto da: Craig Zobel
- Scritto da: Brad Ingelsby

### Trama
Katie e Missy tornano a casa, ma si scopre che Potts aveva un alibi per la notte dell'omicidio di Erin.
Con Zabel morto, il capo Carter revoca la sospensione di Mare e la rimette a capo delle indagini sull'omicidio. Brianna racconta a Mare dell'assenza inspiegabile di Dylan la notte dell'omicidio e Dylan chiede di avere un avvocato. Mare scopre che Erin ha partecipato a una riunione della famiglia Ross avvenuta nella stessa data incisa sul ciondolo a forma di cuore.
Pop Ross dice al figlio John che Billy è tornato a casa coperto di sangue la notte dell'omicidio di Erin. John parla con Billy che confessa in lacrime di aver ucciso Erin. John lo dice a sua moglie Lori, aggiungendo che Billy ed Erin hanno avuto una relazione incestuosa iniziata alla riunione di famiglia e che Billy è il padre del bambino di Erin. John e Billy partono per un'ultima battuta di pesca insieme; nella loro cassetta degli attrezzi c'è anche una pistola.
Nonostante John abbia chiesto a Lori di mantenere il segreto, Lori racconta a Mare di Billy. Mare chiama il capo Carter per informarlo che sta andando ad arrestare Billy per l'omicidio di Erin. Intanto Jess va alla stazione di polizia con sua madre per dare al capo Carter la fotografia che ha preso dal diario di Erin. Dopo aver visto la foto, il capo Carter ordina ai suoi uomini di chiamare subito Mare.
- Durata: 57 minuti
- Guest star:
- Ascolti USA: telespettatori 1.210.000 – rating 18-49 anni 0,2%[9]

## Sacramento
- Titolo originale: Sacrament
- Diretto da: Craig Zobel
- Scritto da: Brad Ingelsby

### Trama
La foto portata da Jess mostra Erin a letto con John che dorme. Jess dice al capo Carter che lei e Dylan hanno bruciato i diari per nascondere qualsiasi informazione compromettente e poter così lasciare il bambino di Erin alle cure dei genitori di Dylan.
Nel luogo di pesca, John punta la pistola contro Billy con l'intenzione di ucciderlo fingendo un suicidio, in modo che risulti sua la responsabilità dell'omicidio di Erin, ma Mare arriva appena in tempo a fermarlo. John confessa di aver avuto una relazione con Erin e di essere il padre di DJ, dice inoltre che Erin lo ha chiamato durante la festa di fidanzamento di Frank per chiedergli di incontrarla al parco, dove la ragazza ha minacciato di spararsi. John dice che l'ha uccisa accidentalmente mentre lottavano per la pistola e che lui e Billy hanno poi spostato il corpo nel bosco per attirare i sospetti sugli altri ragazzi che quella notte si trovavano lì. John ammette di aver convinto Lori a mentire dicendo a Mare che Billy aveva ucciso Erin. John chiede a Lori di crescere il figlio suo e di Erin. John e Billy vanno in prigione, mentre il diacono Mark viene rilasciato.
Carrie, che sta di nuovo facendo uso di droghe, torna in riabilitazione e decide di rinunciare alla custodia di Drew, così da permettergli di rimanere con Mare.
Qualche settimana dopo Frank sposa la fidanzata Faye e Mare va al ricevimento accompagnata da Richard. Dopo un periodo d'amore, lui però parte per un nuovo incarico in un'altra università. Salutandosi lei gli chiede perché vada via proprio quando le cose tra loro si sono aggiustate e lui risponde che non vuole comunque perderla.
Anche Siobhan, finita la relazione con Anne, parte per la California per iniziare una nuova vita all'università.
Glen Carroll dice a Mare che la sua pistola d'ordinanza di quando era in polizia, identificata come la pistola che sparò a Erin, è recentemente scomparsa dal suo capanno ed è stata restituita subito dopo con due colpi mancanti. L'unica altra persona che abbia accesso al capanno è Ryan, il figlio tredicenne di John e Lori.
Ryan confessa che è stato lui a incontrare Erin al parco, progettando di usare la pistola di Glen per spaventarla e costringerla a stare lontana dalla sua famiglia, dopo aver scoperto la relazione tra il padre e la ragazza. Ryan l'ha uccisa accidentalmente e suo padre con lo zio Billy lo hanno coperto per proteggerlo. Ryan viene mandato in un carcere minorile e Lori respinge con rabbia Mare, accusandola di averle distrutto la famiglia.
Lori adotta il piccolo DJ che viene operato all'orecchio e Dylan le porta dei soldi da parte dei genitori e anche quelli messi da parte da Erin che aveva trovato insieme ai diari nascosti. Un giorno Mare si reca da Lori e le due amiche si riconciliano. Adesso Mare può finalmente tornare a visitare la soffitta in cui suo figlio si è suicidato ed elaborare il lutto per la sua perdita.
- Durata: 57 minuti
- Guest star:
- Ascolti USA: telespettatori 1.520.000 – rating 18-49 anni 0,2%[10]